# Адер (Оклахома)
Адер (енгл. Adair) град је у америчкој савезној држави Оклахома.

## Демографија
По попису из 2010. године број становника је 790, што је 86 (12,2%) становника више него 2000. године.
| Група             | 2000.       | 2010.       |
| Белци             | 485 (68,9%) | 562 (71,1%) |
| Афроамериканци    | 1 (0,1%)    | 1 (0,1%)    |
| Азијати           | 0 (0,0%)    | 0 (0,0%)    |
| Хиспаноамериканци | 9 (1,3%)    | 28 (3,5%)   |
| Укупно            | 704         | 790         |